# 櫻井義孝
櫻井 義孝（さくらい よしたか、1988年11月28日 - ）は、日本の元アメリカンフットボール選手である。Xリーグのアサヒビールシルバースターに所属していた。ポジションはキッカー（大学2年時まで、ワイドレシーバーとキッカーを兼任）。身長177cm、体重80㎏。愛知県豊川市出身。

## 略歴
大学入学まではサッカーをしていた。2008年4月、中央大学入学と同時に中央大学体育連盟アメリカンフットボール部RACCOONSに入部した。
大学卒業後は、アサヒビールシルバースターに加入、2011年の第4回アメリカンフットボール世界選手権の日本代表候補にも選ばれている。
2012年NFLジャパンコンバイン、リージョナルコンバインを通過し、同年のスーパーリージョナルコンバインに日本人として唯一挑戦した。同年7月、佐伯栄太、丸田喬仁とともに、アトランタで行われるPro Kicker.comキッキングキャンプに参加した。